# Aulonocara nyassae
Aulonocara nyassae là một loài cá thuộc họ Cichlidae là loài đặc hữu của hồ Malawi. Chúng có môi trường sống tự nhiên ở các hồ nước ngọt.